# Інвокація
Інвокація (від лат. voco, are, avi, atum «кликати, закликати») — одна з найважливіших частин офіційного середньовічного західноєвропейського документа (джерелознавство), важливість якої прослідковується аж до кінця XVIII століття.
Вона базується на зверненні до Вищих Сил, Господа або інших святих, але практикувалася як і в християнських, так і деяких мусульманських державах. В тогочасних правителів існувала думка, що Божественний додаток додає їхнім указом додаткову легітимність на рівні з юридичною силою.

## Приклад інвокації
In Nomine Domini Amen.
Загальна тенденція використання інвокації в основному латиномовних джерел, оскільки в східних державах Європи ця практика користувалася меншим попитом. Лише після Кревської унії правителі Великого Князівства Литовського теж перейшли на цю правову норму.